# Tutto questo
Tutto questo è un brano musicale hip hop del rapper italiano Marracash, pubblicato come secondo singolo estratto dall'album Marracash Gold Edition, nuova edizione del primo album del rapper, pubblicato nel 2008.

## Video musicale
Il videoclip prodotto per Tutto questo è stato diretto da Luca Tartaglia e girato tra Marrakesh e Agadir.

## Tracce
1. Tutto questo - 4:07